# Clube de Futebol Os Unidos
El CF Os Unidos, conocido también como Unidos de Lisboa, es un equipo de fútbol de Portugal que actualmente se encuentra inactivo.

## Historia
Fue fundado en el año 1936 en la capital Lisboa con el nombre CUF Lisboa debido a que el club era propiedad de la empresa Companhia Uniao Fabril como uno de los tres equipos de fútbol pertenecientes de la empresa como el CUF Barreiro.
En 1940 el Estado Nuevo obligó al equipo a que cambiara su nombre debido a que el Estado prohibió que los equipos deportivos tuviesen nombres corporativos, por lo que cambió su nombre por el que tienen actualmente, coincidiendo con la etapa más exitosa del club, ya que en la década de los años 1940s lograron jugar en la Primeira Liga en dos ocasiones por medio de la clasificación distrital, y también alcanzando las semifinales de la Copa de Portugal en dos ocasiones.
En 1944 la prohibición de los nombres corporativos terminó y regresaron a llamarse CUF Lisboa hasta que desaparece en 1947 a causa de problemas de liquidez económica. El club es refundado en 1954 con el nombre Unidos de Lisboa, eliminando las conexiones del club con la empresa CUF, militando en la liga regional de Lisboa hasta el año 2009 cuando no vuelven a competir a nivel regional, pero en categorías menores la institución sigue vigente.